# Marina Ferragut
Marina Ferragut (11 de fevereiro de 1972) é uma ex-basquetebolista profissional espanhola.

## Carreira
Marina Ferragut integrou Seleção Espanhola de Basquetebol Feminino em Atenas 2004, terminando na sexta posição.